# Romerske provinser
En romersk provins (latin provincia) var den største territorielle og administrative enhed i Romerriget. Den italienske halvø blev ikke regeret som en provins.
En provins blev normalt styret af politikere af senatorrang, det var normalt en tidligere konsul eller praetor. En undtagelse var den vigtige provins Ægypten, som fra kejser Augustus' tid var kejserens personlige ejendom, og derfor blev styret af en guvernør af ridderstanden. Denne provins var så vigtig for kornforsyningen til Rom, at kejseren havde behov for en person der, som var let at kontrollere.
Under den romerske republik blev guvernører udnævnt for et år ad gangen, og udnævnelsen skete ved lodtrækning eller direkte tildeling blandt dem, som havde en status, som gjorde dem værdige til et sådant embede. De provinser, som var vanskelige at kontrollere på grund af invasioner fra nabostammer eller indre oprør, blev ofte tildelt konsuler, som havde militær erfaring. De fleste legioner blev placeret i de provinser, hvor risikoen for uro eller krig var. I kejsertiden var det kejseren selv som udpegede guvernører, og det blev mere almindeligt at udnævne dem for flere år ad gangen.
Den første provins var Sicilia, som blev erobret under den første puniske krig 264–241 f.Kr. og oprettet som provins i år 241 f.Kr.
Provinsernes antal og størrelse varierede: Store provinser som Pannonien og Moesia blev med tiden delt op, for at undgå at guvernørerne fik for megen magt. Andre gange kunne små provinser blive lagt sammen. Provinserne blev delt op i kejserlige og senatoriale provinser: enten styrede kejseren eller senatet provinsen. De kejserlige provinser var de strategisk vigtige, og der hvor legionerne var udstationeret.
Med etableringen af Principatet efter afslutningen på borgerkrigen blev Romerriget omdannet til et monarki og de republikanske institutioner mistede betydning. Augustus og hans efterfølgere på kejsertronen fik retten til at udpege guvernører i de strategisk mest vigtige provinser, hvilket i reglen omfattede grænseegnene. De øvrige provinser forblev under senatets Kontrol.

## Republikanskeprovinser
| - Italia var ikke en provins - 241 f.v.t. Sicilia, proprætoriær provins - 231 f.v.t. Sardinia et Corsica, proprætoriær provins - 197 f.v.t. Hispania Citerior og Hispania Ulterior, proprætoriær provinser - 167 f.v.t. Illyricum, proprætoriær provins - 146 f.v.t. Macedonia-Achaea, proprætoriær provins | - 146 f.v.t. Africa proconsularis, prokonsulær provins - 129 f.v.t. Asia (romersk provins), prokonsulær provins - 120 f.v.t. Gallia Transalpina (senere Gallia Narbonensis), proprætoriær provins - 81 f.v.t. Gallia Cisalpina, proprætoriær provins - 74 f.v.t. Bithynia, proprætoriær provins | - 74 f.v.t. Cyrenaica et Crete, proprætoriær provins - 64 f.v.t. Cilicia et Cyprus, proprætoriær provins - 64 f.v.t. Syria, proprætoriær provins - 30 f.v.t. Aegyptus, proprætoriær provins, som var Agustus’ personlige ejendom og hvis guvernør fik titlen Praefectus augustalis - 29 f.v.t. Moesia, proprætoriær provins |

## Romerske provinser i år 117
| - Achaea - Aegyptus - Africa - Alpes Cottiae - Alpes Maritimae - Alpes Poenninae - Arabia Petraea - Asia - Bithynia et Pontus - Britannia - Cappadocia - Cilicia - Creta et Cyrene (se Cyrenaica, Crete) - Cyprus - Dacia | - Dalmatia - Epirus - Galatia - Gallaecia - Gallia Narbonensis - Gallia Aquitania - Gallia Belgica - Gallia Lugdunensis - Germania Inferior - Germania Superior - Hispania Baetica - Hispania Tarraconensis - Italia - Iudaea - Lusitania - Lycia | - Macedonia - Mauretania Caesariensis - Mauretania Tingitana - Moesia Inferior - Moesia Superior - Noricum - Numidia - Pannonia Inferior - Pannonia Superior - Pontus et Bithynia - Raetia - Sardinia et Corsica - Sicilia - Syria - Thracia |

## Romerske provinser – 300 til 476
Som led i sit reformprogram (Tetrarkiet) af kejserriget introducerede Diocletian 284-305 en radikal nyinddeling af rigets provinser. Romerriget blev delt i en østlig og vestlig halvdel, hver regeret af en overkejser (Augustus), som var assisteret af sin udpegede efterfølger (Caesar). Meningen var at de hver var ansvarlige for en fjerdedel af riget.
Dette system overlevede ikke længe: caesarerne blev hurtigt afskaffet som potentielle tronprætendenter. Men opdelingen i de fire administrative enheder blev videreført af Konstantin i 318 i form af Praefectura praetorianii. Hvert præfektur blev administreret af en udnævnt magister, der dog ikke havde en kollega som tidligere. Konstantin gjorde Byzans til rigets anden hovedstad ved siden af Rom og udnævnte Praefectus urbi til hver by. Denne formelle opdeling af Romerriget i to halvdele fungerede indtil det vestromerske riges kollaps i sidste halvdel af 5. århundrede.
Diocletian inddelte yderligere Romerriget i tolv diocesiis, som blev administreret af en vicarius. I 4. århundrede blev der skabt tre nye gennem opsplitning: (Italia blev delt i to, det samme skete med Moesiarum, mens Aegyptus blev udskilt fra Oriens. Hovedkilden til den administrative inddeling af Romerriget i denne periode er Notitia Dignitatum fra 5. årh.

### Præfekturer
- Praefectura Galliarum
  - Dioecesis Britanniae – omfattede hele Britannien
  - Dioecesis Galliae – dækkede omtrent halvdelen af de galliske provinser i det tidlige kejserrige.
  - Diocesum Viennensis – opkaldt efter byen Vienna i nuv. Frankrig
  - Diocesum Hispaniae – omfattede udover den Iberiske halvø også den vestligste del af Nordafrika

- Praefectura Italiae
  - Dioecesis Italiae – Italien blev senere delt i et nordligt og et sydligt dioces:
    - Dioecesis Italia suburbicaria – navnet hentyder til de egne, som ligger i nærheden af byen (Urbs/Rom) og øerne Sicilien og Sardinien
    - Dioecesis Italia annonaria – navnet hentyder til at det forventedes at disse egne forsynede Rom, omfattede Norditalien og Raetia

  - Dioecesis Africae – omfattede det nuværende Libyen, Tunesien og østlige Algeriet

- Praefectura Illyricum – opkaldt efter den tidligere provins Illyricum
  - Dioecesis Moesiae – blev senere delt i to:
    - Dioecesis Macedoniae
    - Dioecesis Daciae – i 3. århundrede var den oprindelige provins Dacia blevet affolket, og befolkningen flyttede til området syd for Donau som nu blev omdøbt til Dacia.

  - Dioecesis Pannoniene – tilhørte sammen med Daciae og Macedoniae oprindeligt den østlige rigshalvdel, men blev overført til den vestlige af Theodosius i 395

- Prefectura Orientis – bestod af Romerrigets rigeste provinser og var kernen i den østlige rigshalvdel og udviklede sig siden til det Byzantinske rige.
  - Dioecesis Asiana – Asien betød i antikken Anatolien, men omfattede kun den vestligste del
  - Dioecesis Pontica – omfattede den sydlige Sortaehavskyst og den østlige del af Anatolien. Navnet stammer fra det græske navn for Sortehavet Pontos (Euxinos)
  - Dioecesis Orientis – navnet var en hentydning til, at det bestod af Romerrigets østligste provinser og omfattede den vigtige militærgrænse til Sassaniderne. Senere på Egypten udskilt:
    - Dioecesis Aegyptus – Romerrigets vigtigste kornproducent og omfattede den østlige del af Nordafrika, herunder Aegyptus og Cyraenica

  - Dioecesis Thraciae – det østligste område af Balkan og Konstantinopels europæiske bagland

## Eksterne link
- Roman provinces Arkiveret 16. juni 2006 hos  Wayback Machine